# جان میلمن
 جان میلمن (انگلیسی: John Millman؛ زادهٔ ۱۴ ژوئن ۱۹۸۹) یک تنیس‌باز اهل استرالیا است.